# Исихра
Исихра — озеро в Собинском районе Владимирской области.
Расположено в 3 км к западу от посёлка Асерхово. Площадь водоёма 1,64 км². Площадь бассейна — 38 км². Длина — 1900 м, ширина — 1100 м, средняя глубина — 1-2 м, максимальная — до 3 м. Дно и берега озера торфяные, единственный песчаный участок находится на северном берегу.

## Данные водного реестра
По данным государственного водного реестра России, относится к Окскому бассейновому округу, водохозяйственный участок реки — Ока от водомерного поста у села Копоново до впадения реки Мокша, речной подбассейн реки — бассейны притоков Оки до впадения Мокши. Речной бассейн реки — Ока.
Код объекта в государственном водном реестре — 09010102311110000006613.